# 世界華人保釣連盟

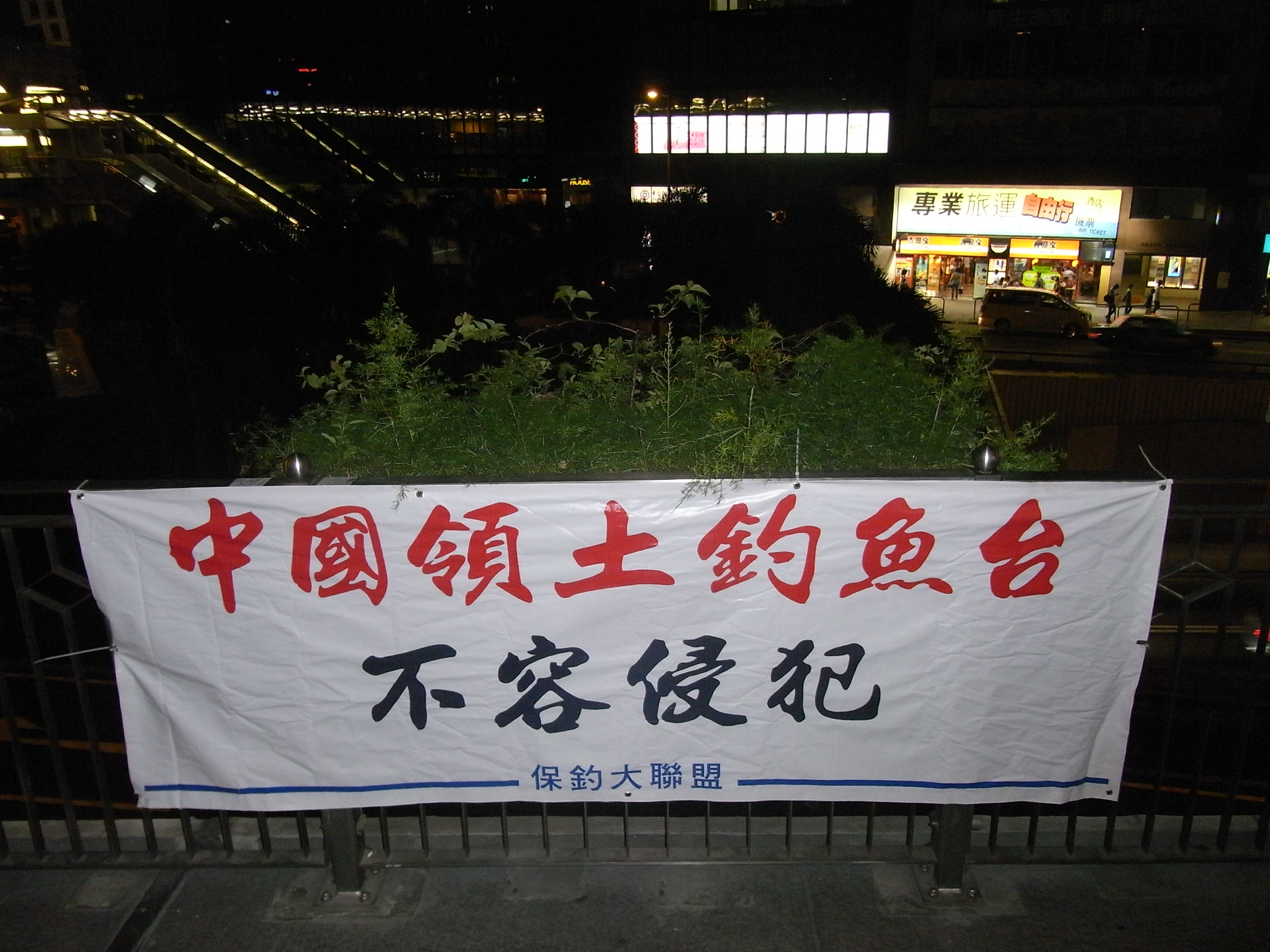
世界華人保釣連盟が香港に置いた保釣バナー、“中国領土の釣魚台が侵犯できない”を書いた

世界華人保釣連盟（せかいかじんほちょうれんごう）は保釣運動による非営利団体の一つである。香港、マカオ、台湾、中国大陸、アメリカ、カナダからの華人に結成され、連盟が釣魚台（尖閣諸島）は中国の領土であると主張し、日本に返還を求めた。常に船で釣魚台へ行って、釣魚台に対する中国の主権を伝えた。
連盟が2011年1月2日に香港に設立された。会長は台湾人黄錫麟である。